# Эйвон (Индиана)
Эйвон (англ. Avon) — город в округе Хендрикс в штате Индиана в Соединённых Штатах Америки. Является частью агломерации Индианаполиса.
Согласно данным переписи населения США 2020 года число жителей города 
составляло 21 474 человека, увеличившись на треть всего за десять лет (13 306).

## История
Первые постоянные поселенцы обосновались здесь около 1830 года. Первое почтовое отделение открылось здесь под названием «Смутсделл» в 1868 году; оно было переименовано в «Эйвон» в 1870 году и работало до 1902 года, когда переехало в другое место.
Нынешнее название города Эйвон происходит от одноимённой реки в Англии.

## География
Согласно данным Бюро переписи населения США, общая площадь Эйвона составляет 14,34 квадратных миль (37,14 км2), из которых 14,24 квадратных миль (36,88 км2 или 99,3%) — это суша и 0,1 квадратных мили (0,26 км2 или 0,7%) — водная поверхность.